# LIBRIé

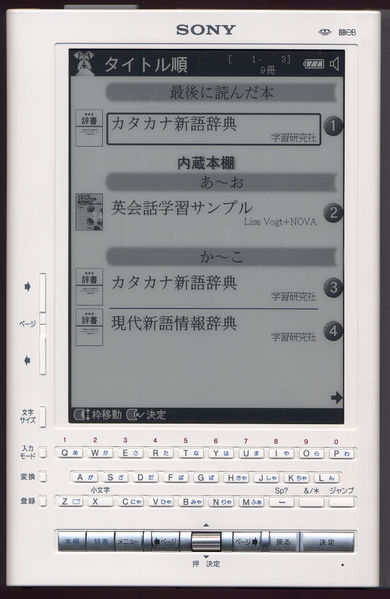
Sony LIBRIé EBR-1000E

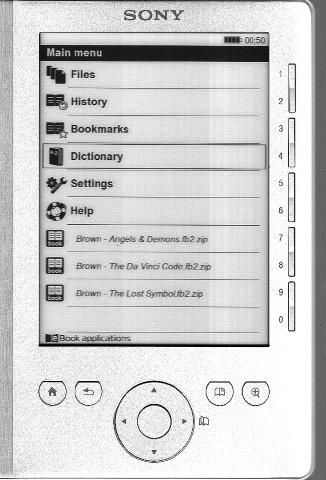
Czytnik Sony

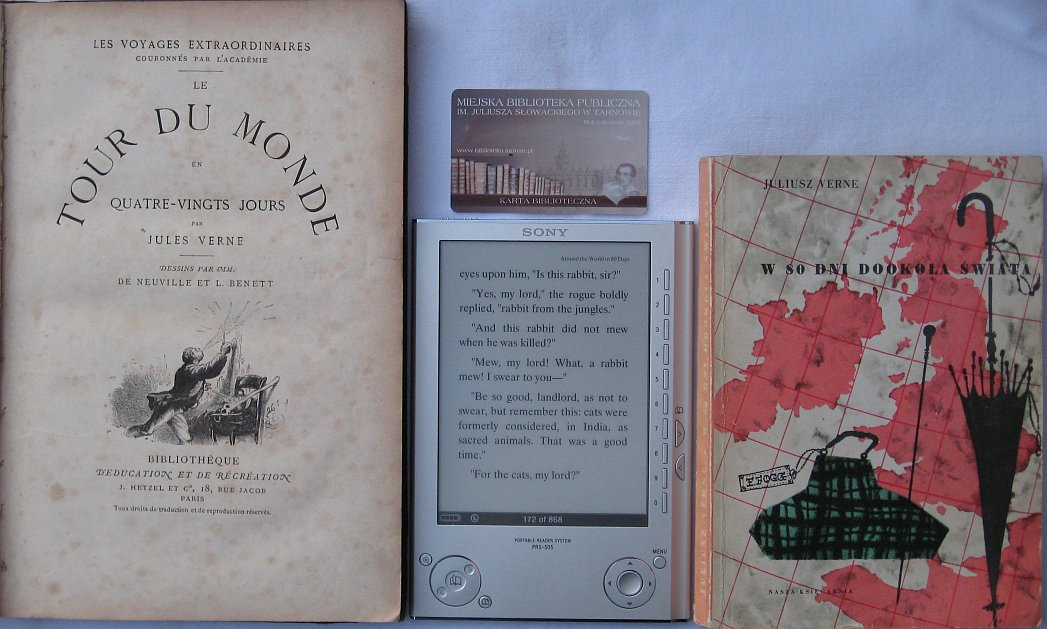
Porównanie wielkości czytnika Sony PRS, karty kredytowej i książek

LIBRIé – pierwsze na świecie komercyjnie dostępne urządzenie spełniające rolę czytnika e-książek. LIBRIé to w istocie urządzenie typu czytnik książek elektronicznych, posiadające 6-calowy monochromatyczny wyświetlacz, stosujący technologię e-papieru firmy E Ink, o rozdzielczości 800x600 i 10 MB pamięci wewnętrznej. Posiada też port USB, wyjście słuchawkowe, uproszczoną klawiaturę i wbudowany głośnik.
Urządzenie zostało tak zaprojektowane, aby zarówno rozmiarami jak i masą maksymalnie przypominać typową książkę. Jego głównym zastosowaniem jest wygodne czytanie książek w formacie elektronicznym, co ułatwia mała masa, wyświetlacz z którego czyta się niemal tak samo wygodnie jak z normalnego papieru i względnie mały pobór mocy, umożliwiający przeczytanie ok. 10 tys. stron maszynopisu przy użyciu zestawu czterech baterii AA (R6).
Klawiatura służy praktycznie tylko do zapisywania krótkich notatek lub uwag na temat czytanej książki. Cena urządzenia była zbliżona do średniej klasy PDA. Początkowo potrafiło ono czytać tylko książki w specjalnym formacie Broad Band eBook. Książki w tym formacie można ściągać do pamięci urządzenia wyłącznie z płatnego serwisu firmy Publishing Ink, stanowiącego współwłasność Sony i kilku dużych wydawnictw japońskich. Format ten jest tak pomyślany, aby nie można było kopiować książek do innych urządzeń, ani wymieniać ich przez Internet. Dodatkowo, książki w tym formacie można użytkować tylko przez 60 dni – po tym czasie automatycznie są one usuwane z pamięci LIBRIé. Po aktualizacji oprogramowania rozszerzono obsługiwane rodzaje e-książek o formaty: TXT, LRF i LRX.
LIBRIé pojawiło się na rynku w kwietniu 2004, jako efekt trzyletniej współpracy firm Sony, Philips, Toppan printing i E Ink Corporation. Było dostępne tylko w japońskiej wersji językowej. W samej Japonii cieszyło się umiarkowanym powodzeniem. Dwa lata później, w 2006 Sony wypuściło na rynek europejski i amerykański, „otwartą” wersję tego urządzenia (obsługującą więcej formatów e-książek), rozpoczynając tym samym serię czytników z PRS w nazwie.